# Cebulica

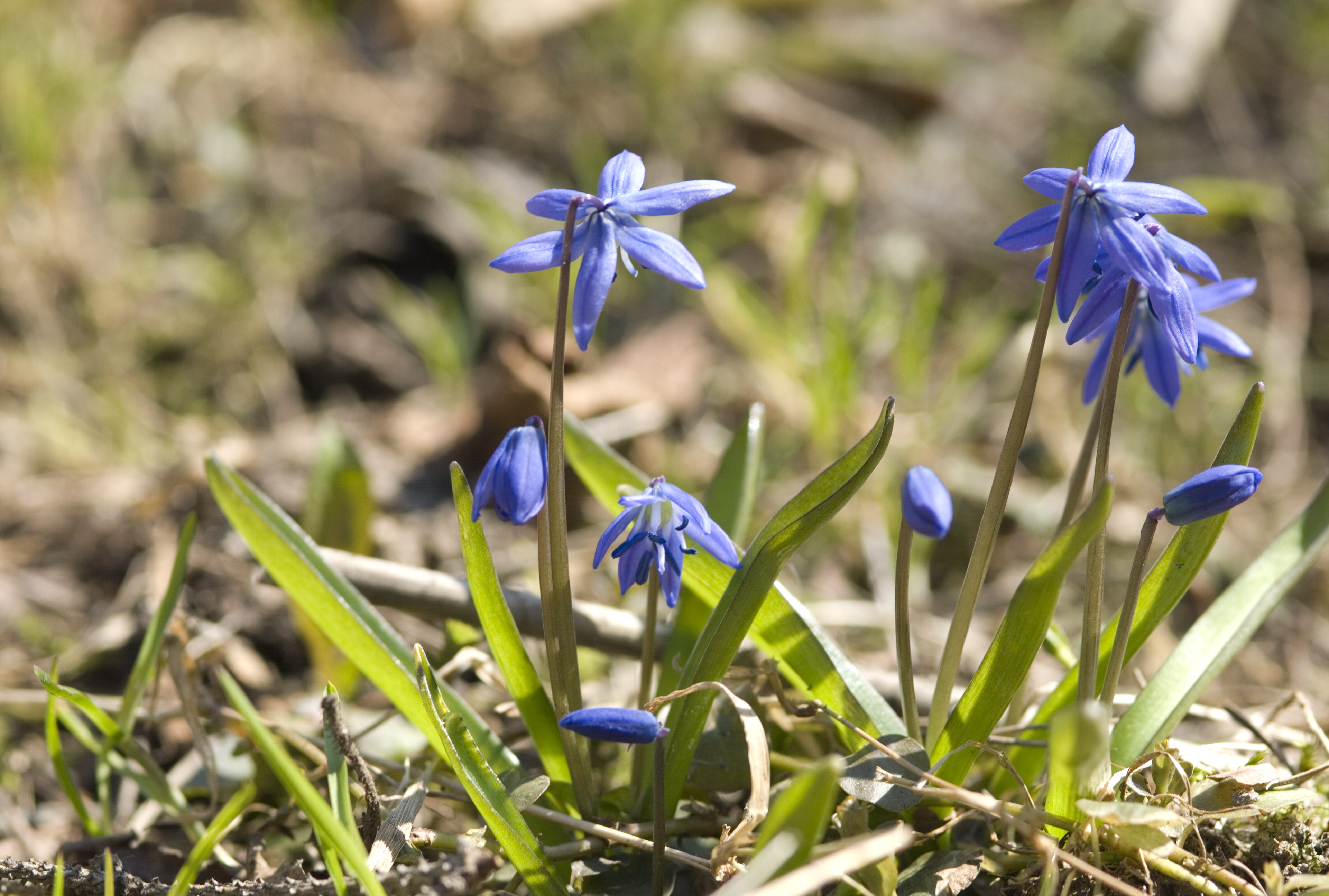
Cebulica syberyjska

Cebulica (Scilla L.) – rodzaj roślin z rodziny szparagowatych (Asparagaceae). Należy do najbardziej problematycznych pod względem taksonomicznym w obrębie rodziny, co przekłada się na różne ujęcia systematyczne, w których dzielony jest na liczne, niewielkie rodzaje, albo z kolei łączony w jeden szeroko ujmowany rodzaj. Rośliny te występują w Eurazji i w Południowej Afryce. Centrum zróżnicowania znajduje się w rejonie Morza Śródziemnego. Jeden gatunek (cebulica syberyjska) introdukowany w Ameryce Północnej. W Polsce rosną dwa gatunki rodzime – cebulica dwulistna S. bifolia i cebulica trójlistna S. kladnii oraz zadomowiony antropofit – cebulica syberyjska S. siberica. Liczne gatunki z tego rodzaju bywają uprawiane jako ozdobne.

## Morfologia
Byliny z organem zimującym w postaci owalnej lub kulistej cebuli złożonej z wolnych łusek, sukcesywnie odnawiających się w kolejnych latach. Liści kilka, tylko odziomkowe. Kwiaty zebrane w kwiatostan, u niektórych gatunków głąbik zakończony jest pojedynczym kwiatem. Okwiat w kolorze niebieskim lub purpurowym, rzadko biały, listki okwiatu jednożyłkowe. Pręcików 6, słupek pojedynczy, górny, trójkomorowy z miodnikami. Owocem jest torebka zawierająca 3–30 nasion. Nasiona kuliste lub owalne z elajosomem.

## Systematyka
Rodzaj z rodziny szparagowatych Asparagaceae, podrodziny Scilloideae, plemienia Hyacintheae i podplemienia Hyacinthinae. Jest bardzo kłopotliwy taksonomicznie – w części ujęć systematycznych dzielony jest na kilka drobnych rodzajów liczących w większości 10–12 gatunków. Badania molekularne potwierdzają odrębność części z nich (np. Prospero i puszkinia Puschkinia), jednak równocześnie nie potwierdzają odrębności innych, zagnieżdżonych w obrębie Scilla (np. śnieżnik Chionodoxa, Gemicia).
Wykaz gatunków
- Scilla achtenii De Wild.
- Scilla africana Borzì & Mattei
- Scilla albanica Turrill
- Scilla albinerve Yildirim & Gemici
- Scilla alinihatiana Aslan & Yildirim
- Scilla amoena L.
- Scilla andria Speta
- Scilla antunesii Engl.
- Scilla arenaria Baker
- Scilla arsusiana Yildirim & Gemici
- Scilla begoniifolia A.Chev.
- Scilla benguellensis Baker
- Scilla berthelotii Webb & Berthel.
- Scilla bifolia L. – cebulica dwulistna
- Scilla bilgineri Yildirim
- Scilla bithynica Boiss.
- Scilla buchananii Baker
- Scilla buekkensis Speta
- Scilla bussei Dammer
- Scilla chlorantha Baker
- Scilla ciliata Baker
- Scilla cilicica Siehe
- Scilla congesta Baker
- Scilla cretica (Boiss. & Heldr.) Speta
- Scilla cydonia Speta
- Scilla dimartinoi Brullo & Pavone
- Scilla dualaensis Poelln.
- Scilla engleri T.Durand & Schinz
- Scilla flaccidula Baker
- Scilla forbesii (Baker) Speta
- Scilla gabunensis Baker
- Scilla gracillima Engl.
- Scilla haemorrhoidalis Webb & Berthel.
- Scilla hakkariensis Firat & Yildirim
- Scilla hildebrandtii Baker
- Scilla huanica Poelln.
- Scilla hyacinthoides L.
- Scilla ingridiae Speta
- Scilla jaegeri K.Krause
- Scilla katendensis De Wild.
- Scilla kladnii Schur – cebulica trójlistna
- Scilla kurdistanica Speta
- Scilla lakusicii Šilic
- Scilla latifolia Willd. ex Schult.f.
- Scilla laxiflora Baker
- Scilla ledienii Engl.
- Scilla leepii Speta
- Scilla libanotica Speta – cebulica libańska[10]
- Scilla lilio-hyacinthus L.
- Scilla litardierei Breistr. – cebulica Litardiera[10], cebulica łąkowa[11]
- Scilla lochiae (Meikle) Speta
- Scilla longistylosa Speta
- Scilla luciliae (Boiss.) Speta – śnieżnik lśniący
- Scilla lucis Speta
- Scilla madeirensis Menezes
- Scilla melaina Speta – cebulica czarniawa[10]
- Scilla merinoi S.Ortiz, Rodr.Oubiña & Izco
- Scilla mesopotamica Speta
- Scilla messeniaca Boiss.
- Scilla mischtschenkoana Grossh. – cebulica Miszczenki[10], cebulica Tubergena[11]
- Scilla monanthos K.Koch
- Scilla monophyllos Link
- Scilla morrisii Meikle
- Scilla nana (Schult. & Schult.f.) Speta
- Scilla nivalis Boiss.
- Scilla oubangluensis Hua
- Scilla paui Lacaita
- Scilla peruviana L. – cebulica peruwiańska[10]
- Scilla petersii Engl.
- Scilla platyphylla Baker
- Scilla pleiophylla Speta
- Scilla pneumonanthe Speta
- Scilla reuteri Speta
- Scilla rosenii K.Koch – cebulica Rosena[10]
- Scilla sardensis (Whittall ex Barr & Sugden) Speta
- Scilla schweinfurthii Engl.
- Scilla siberica Andrews – cebulica syberyjska
- Scilla simiarum Baker
- Scilla sodalicia N.E.Br.
- Scilla subnivalis (Halácsy) Speta
- Scilla tayloriana Rendle
- Scilla textilis Rendle
- Scilla uyuiensis Rendle.
- Scilla vardariana Yildirim & Gemici
- Scilla verdickii De Wild.
- Scilla verna Huds. – cebulica wiosenna[10]
- Scilla villosa Desf.
- Scilla vindobonensis Speta
- Scilla voethorum Speta
- Scilla welwitschii Poelln.
- Scilla werneri De Wild.

Gatunki wyłączone z rodzaju cebulica
- Cebulica hiszpańska lub dzwonkowata (Scilla campanulata Aiton.) obecnie nosi nazwę hiacyncik hiszpański (Hyacinthoides hispanica (Mill.) Rothm)[6].
- Cebulica włoska (Scilla italica L.) to obecnie  hiacyncik włoski (Hyacinthoides italica (L.) Rothm.)[8].
- Cebulica morska (Scilla maritima) to obecnie urginia morska (Drimia maritima (L.) Stearn; syn. Urginea maritima)[8].
- Cebulica puszkiniowata (Scilla puschkinioides) to we współczesnych ujęciach puszkinia cebulicowata (Puschkinia libanotica).
- Cebulica jesienna (Scilla autumnalis) to obecnie Prospero autumnale[10][4].